# Формула-1 — Гран-прі Малайзії
Гран-прі Малайзії — один з етапів чемпіонату Світу з автоперегонів у класі Формула-1. Проводиться з 1999 року на трасі Сепанг. Спонсором етапу є нафтова компанія Petronas.
У 2008 році велися переговори про проведення у 2009 році Гран-прі Малайзії в нічний час, але пізніше вони були відкладені з фінансових причин.
7 квітня 2017 року у спільній заяві Sepang International Circuit та F1 проголосили, що 2017 рік буде останнім, коли буде проводитися Гран-прі Малайзії. 

## Переможці

### Багаторазові переможці (пілоти)
Жирним шрифтом виділено пілотів, які беруть участь у поточному чемпіонаті Формули-1

Рожевим позначені перегони, які не були частиною чемпіонату Світу з Формули-1.
| Перемоги | Пілот             | Роки перемог           |
| -------- | ----------------- | ---------------------- |
| 4        | Джон Макдональд   | 1970, 1971, 1973, 1975 |
| 4        | Себастьян Феттель | 2010, 2011, 2013, 2015 |
| 3        | Міхаель Шумахер   | 2000, 2001, 2004       |
| 3        | Фернандо Алонсо   | 2005, 2007, 2012       |
| 2        | Альберт Пун       | 1963, 1965             |
| 2        | Ендрю Мідеке      | 1981, 1982             |
| 2        | Кімі Ряйкконен    | 2003, 2008             |

### Багаторазові переможці (конструктори)
Жирним шрифтом виділено команди, які беруть участь у поточному чемпіонаті Формули-1

Рожевим позначені перегони, які не були частиною чемпіонату Світу з Формули-1.
| Перемоги | Конструктор | Роки перемог                             |
| -------- | ----------- | ---------------------------------------- |
| 7        | Ferrari     | 1999, 2000, 2001, 2004, 2008, 2012, 2015 |
| 4        | March       | 1972, 1977, 1978, 1979                   |
| 4        | Ralt        | 1975, 1980, 1981, 1982                   |
| 4        | Red Bull    | 2010, 2011, 2013, 2016                   |
| 3        | Brabham     | 1970, 1971, 1973                         |
| 2        | Lotus       | 1963, 1965                               |
| 2        | Elfin       | 1968, 1969                               |
| 2        | McLaren     | 2003, 2007                               |
| 2        | Renault     | 2005, 2006                               |

### За роками
Рожевим кольором позначені перегони, які не були частиною чемпіонату Світу з Формули-1.
| Сезон      | Пілот                                                                                       | Конструктор                                                                                 | Клас                                                                                        | Траса                                                                                       | Звіт                                                                                        |
| ---------- | ------------------------------------------------------------------------------------------- | ------------------------------------------------------------------------------------------- | ------------------------------------------------------------------------------------------- | ------------------------------------------------------------------------------------------- | ------------------------------------------------------------------------------------------- |
| 2016       | Данієль Ріккардо                                                                            | Red Bull-TAG Heuer                                                                          | Формула-1                                                                                   | Сепанг                                                                                      | Звіт                                                                                        |
| 2015       | Себастьян Феттель                                                                           | Ferrari                                                                                     | Формула-1                                                                                   | Сепанг                                                                                      | Звіт                                                                                        |
| 2014       | Льюїс Гамільтон                                                                             | Mercedes                                                                                    | Формула-1                                                                                   | Сепанг                                                                                      | Звіт                                                                                        |
| 2013       | Себастьян Феттель                                                                           | Red Bull-Renault                                                                            | Формула-1                                                                                   | Сепанг                                                                                      | Звіт                                                                                        |
| 2012       | Фернандо Алонсо                                                                             | Ferrari                                                                                     | Формула-1                                                                                   | Сепанг                                                                                      | Звіт                                                                                        |
| 2011       | Себастьян Феттель                                                                           | Red Bull-Renault                                                                            | Формула-1                                                                                   | Сепанг                                                                                      | Звіт                                                                                        |
| 2010       | Себастьян Феттель                                                                           | Red Bull-Renault                                                                            | Формула-1                                                                                   | Сепанг                                                                                      | Звіт                                                                                        |
| 2009       | Дженсон Баттон                                                                              | Brawn-Mercedes                                                                              | Формула-1                                                                                   | Сепанг                                                                                      | Звіт                                                                                        |
| 2008       | Кімі Ряйкконен                                                                              | Ferrari                                                                                     | Формула-1                                                                                   | Сепанг                                                                                      | Звіт                                                                                        |
| 2007       | Фернандо Алонсо                                                                             | McLaren-Mercedes                                                                            | Формула-1                                                                                   | Сепанг                                                                                      | Звіт                                                                                        |
| 2006       | Джанкарло Фізікелла                                                                         | Renault                                                                                     | Формула-1                                                                                   | Сепанг                                                                                      | Звіт                                                                                        |
| 2005       | Фернандо Алонсо                                                                             | Renault                                                                                     | Формула-1                                                                                   | Сепанг                                                                                      | Звіт                                                                                        |
| 2004       | Міхаель Шумахер                                                                             | Ferrari                                                                                     | Формула-1                                                                                   | Сепанг                                                                                      | Звіт                                                                                        |
| 2003       | Кімі Ряйкконен                                                                              | McLaren-Mercedes                                                                            | Формула-1                                                                                   | Сепанг                                                                                      | Звіт                                                                                        |
| 2002       | Ральф Шумахер                                                                               | Williams-BMW                                                                                | Формула-1                                                                                   | Сепанг                                                                                      | Звіт                                                                                        |
| 2001       | Міхаель Шумахер                                                                             | Ferrari                                                                                     | Формула-1                                                                                   | Сепанг                                                                                      | Звіт                                                                                        |
| 2000       | Міхаель Шумахер                                                                             | Ferrari                                                                                     | Формула-1                                                                                   | Сепанг                                                                                      | Звіт                                                                                        |
| 1999       | Едді Ірвайн                                                                                 | Ferrari                                                                                     | Формула-1                                                                                   | Сепанг                                                                                      | Звіт                                                                                        |
| 1998- 1996 | Не проводився                                                                               | Не проводився                                                                               | Не проводився                                                                               | Не проводився                                                                               | Не проводився                                                                               |
| 1995       | Пол Стокелл                                                                                 | Reynard-Holden                                                                              | Формула Голден                                                                              | Шах-Алам                                                                                    | Звіт                                                                                        |
| 1994- 1983 | Не проводився                                                                               | Не проводився                                                                               | Не проводився                                                                               | Не проводився                                                                               | Не проводився                                                                               |
| 1982       | Ендрю Мідеке                                                                                | Ralt-Ford                                                                                   | Formula Pacific                                                                             | Шах-Алам                                                                                    | Звіт                                                                                        |
| 1981       | Ендрю Мідеке                                                                                | Ralt-Ford                                                                                   | Formula Pacific                                                                             | Шах-Алам                                                                                    | Звіт                                                                                        |
| 1980       | Стів Міллен                                                                                 | Ralt-Ford                                                                                   | Formula Pacific                                                                             | Шах-Алам                                                                                    | Звіт                                                                                        |
| 1979       | Кенні Сміт                                                                                  | March-Ford                                                                                  | Formula Pacific                                                                             | Шах-Алам                                                                                    | Звіт                                                                                        |
| 1978       | Грем Лоуренс                                                                                | March-Ford                                                                                  | Formula Pacific                                                                             | Шах-Алам                                                                                    | Звіт                                                                                        |
| 1977       | Патрік Тамбей                                                                               | March-BMW                                                                                   | Формула-2                                                                                   | Шах-Алам                                                                                    | Звіт                                                                                        |
| 1975       | Джон Макдональд                                                                             | Ralt-Ford                                                                                   | Formula Atlantic                                                                            | Шах-Алам                                                                                    | Звіт                                                                                        |
| 1974       |                                                                                             |                                                                                             | Formula Pacific                                                                             | Шах-Алам                                                                                    | Звіт                                                                                        |
| 1973       | Джон Макдональд                                                                             | Brabham-Ford                                                                                | Formula Pacific                                                                             | Шах-Алам                                                                                    | Звіт                                                                                        |
| 1972       | Сонні Раджа                                                                                 | March-Ford                                                                                  | Tasman                                                                                      | Шах-Алам                                                                                    | Звіт                                                                                        |
| 1971       | Джон Макдональд                                                                             | Brabham-Ford                                                                                | Tasman                                                                                      | Шах-Алам                                                                                    | Звіт                                                                                        |
| 1970       | Джон Макдональд                                                                             | Brabham-Ford                                                                                | Tasman                                                                                      | Шах-Алам                                                                                    | Звіт                                                                                        |
| 1969       | Тоні Мау                                                                                    | Elfin-Ford                                                                                  | Tasman                                                                                      | Шах-Алам                                                                                    | Звіт                                                                                        |
| 1968       | Генкі Іріаван                                                                               | Elfin-Ford                                                                                  | Tasman                                                                                      | Шах-Алам                                                                                    | Звіт                                                                                        |
| 1967- 1966 | Не проводилися, траса Thomson Road стала знаходиться в Сінгапурі, який здобув незалежність. | Не проводилися, траса Thomson Road стала знаходиться в Сінгапурі, який здобув незалежність. | Не проводилися, траса Thomson Road стала знаходиться в Сінгапурі, який здобув незалежність. | Не проводилися, траса Thomson Road стала знаходиться в Сінгапурі, який здобув незалежність. | Не проводилися, траса Thomson Road стала знаходиться в Сінгапурі, який здобув незалежність. |
| 1965       | Альберт Пун                                                                                 | Lotus                                                                                       |                                                                                             | Томсон-Роуд                                                                                 | Звіт                                                                                        |
| 1964       | Скасовано після практики.                                                                   | Скасовано після практики.                                                                   | Скасовано після практики.                                                                   | Скасовано після практики.                                                                   | Скасовано після практики.                                                                   |
| 1963       | Альберт Пун                                                                                 | Lotus                                                                                       |                                                                                             | Томсон-Роуд                                                                                 | Звіт                                                                                        |
| 1962       | Йонг Нам Кі                                                                                 | Jaguar                                                                                      |                                                                                             | Томсон-Роуд                                                                                 | Звіт                                                                                        |